# Syllepte butlerii
Syllepte butlerii là một loài bướm đêm trong họ Crambidae.